# Frogger (jeu vidéo, 1997)
Cet article concerne le jeu vidéo de 1997. Pour le jeu vidéo de 1981, voir Frogger. Pour le jeu vidéo de 2008, voir Frogger (jeu vidéo, 2008).
Frogger (également appelé Frogger: He's Back!) est un jeu vidéo d'action développé par SCE Cambridge Studio et édité par Hasbro Interactive, sorti en 1997 sur Windows et PlayStation.

## Système de jeu
Dans Frogger, le joueur incarne une grenouille qui doit éviter les nombreux obstacles sur son chemin pour arriver saine et sauve.

## Accueil
- Computer Gaming World : 3,5/5[4]
- Electronic Gaming Monthly : 6,3/10 [5]
- Game Revolution : C+[6]
- GameSpot : 6,7/10 (PS1)[7] - 5/10 (PC)[8]
- IGN : 2/10[9]